# Dobsonia viridis
Dobsonia viridis é uma espécie de morcego da família Pteropodidae. Endêmica da Indonésia, onde pode ser encontrada nas Ilhas Kai, Molucas central e do sul, incluindo Seram, Ambon, e Buru, e Ilhas Banda.